# Sud-est du Michigan

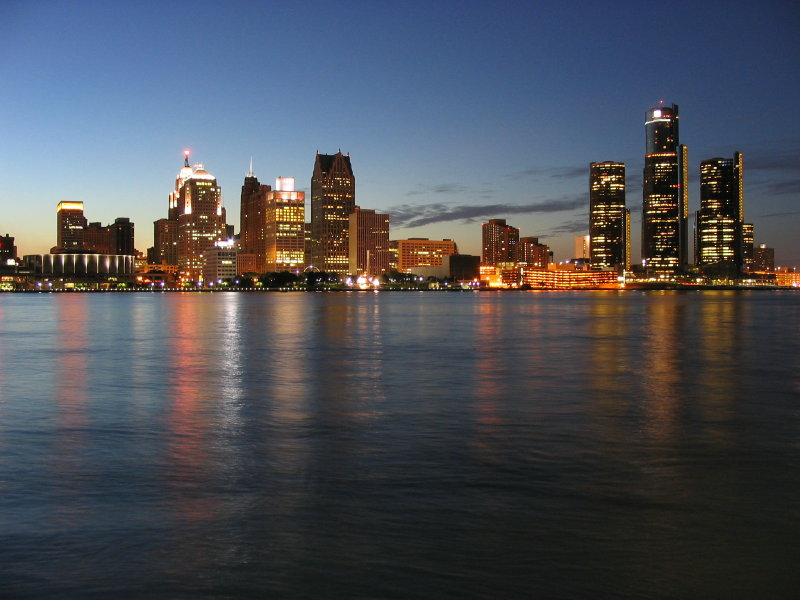
Photo de la ville de Detroit, plus grande ville du Michigan, situé au Sud-Est de l'État.

Le Sud-est du Michigan (anglais : Southeast Michigan) est une région de l'État américain du Michigan. Elle est la région le plus peuplé de l'État, car elle abrite l'aire métropolitaine de Détroit. La région n'a pas un statut officiel, et ses frontières ne sont pas définies avec précision. 
Généralement, on pense qu'elle inclut les comtés suivants, de nord-est à sud-ouest:
- Comté de Sainte-Claire
- Comté de Lapeer
- Comté de Macomb
- Comté d'Oakland
- Comté de Livingston
- Comté de Wayne
- Comté de Washtenaw
- Comté de Monroe
- Comté de Lenawee

La population des neuf comtés est plus de 5 millions d'habitants, ou environ la moitié de la population de l'État. 